# Elisa Gabbert
Elisa Gabbert (* 1979) ist eine US-amerikanische Lyrikerin und Essayistin. Seit 2020 ist sie Poetry Columnist der New York Times Book Review.

## Werdegang
Biografische Informationen über Elisa Ann Gabbert sind rar. Ihr Nachname ist gemäß der Autorin „uncommon“, es handle sich um „an Ellis Island bastardization“ des deutschen Familiennamens Gebhardt.
Gabbert studierte ab 1998 an der Rice University, im Studienjahr 2001/2002 machte sie den Bachelor of Arts (BA) in „Cognitive Sciences“ und „Linguistics“. Am Department of Writing, Literature & Publishing des Emerson College schrieb sie ihre Abschlussarbeit für den Master of Fine Arts (MFA) 2005 in Creative Writing bei John Skoyles.
Seit 2002 verdient sie ihren Lebensunterhalt in der Informationswirtschaft, seit 2009 arbeitet sie im Bereich Digitales Marketing für einen großen US-Medienkonzern. Elisa Gabbert ist verheiratet mit dem Autor John Cotter und lebt mit ihm in Denver.
2008 veröffentlichten sie und Kathleen Rooney einen Band Lyrik, die „composed collaboratively via email“ und auszugsweise in verschiedenen Literaturzeitschriften erschienen war.
2010 erschien ihr erster Gedichtband, 2018 ihre erste Essaysammlung. Der in unterschiedlichen Genres verortete Band The Self Unstable (2013) war für Teju Cole eines der besten Bücher des Erscheinungsjahres, er nannte Gabberts Arbeit „eine wundervolle Überraschung“: „It was the most intelligent and most intriguing thing I’ve read in a while“, so Cole, der das Amalgam aus Dichtung, Aphorismus und „Memoir“ hervorhob und meinte, das Buch enthalte „thoughts worth stealing on just about every page.“ Texte von Elisa Gabbert erschienen zudem in Harper’s Magazine, The Believer und The Paris Review, wo sie die Kolumne Mess With a Classic betreibt.
2020 war Gabberts I can't sleep Teil der Anthologie A world out of reach: Dispatches from life under lockdown. Selections from The Yale Review's Pandemic Files (Hrsg. Meghan O’Rourke). Viel Resonanz erfuhr ihr Essayband The Unreality of Memory & Other Essays aus dem Jahr 2020, in dem sie Katastrophen und den Umgang damit reflektiert. Begonnen hatte sie mit dem Buch bereits 2016; sein Erscheinen fiel mit dem Auftreten der Covid-19-Pandemie zusammen. Alexandra Kleeman attestierte den Essays eine Klarheit, die sie wie „postcards sent from the near future“ wirken ließen.
2021 schrieb Gabbert die Einleitung zu The Voyage Out von Virginia Woolf (Modern Library Torchbearers-Ausgabe), in einem Interview antwortete sie auf die Frage, zu welchem weiteren Werk sie gern ein Vorwort verfassen würde: „I would love to write an intro for The Bell Jar“, Die Glasglocke von Sylvia Plath wäre der Titel ihrer Wahl.

## Werke
- mit Kathleen Rooney: That Tiny Insane Voluptousness. Otoliths, Rockhampton, 2008, ISBN 978-0-9804541-4-7.
- The French Exit. Poems. Birds LLC., 2010, ISBN 978-0-9826177-1-7.
- The Self Unstable. Black Ocean, Boston, 2013 ISBN 978-0-9844752-9-2.
- L'Heure Bleue, or: The Judy Poems. Black Ocean, Boston, 2016, ISBN 978-1-939568-17-5.
- The Word Pretty. Essays. Black Ocean, Boston, 2018, ISBN 978-1-939568-26-7.
- The Unreality of Memory & Other Essays. Farrar, Straus and Giroux (FSG Originals), 2020, ISBN 978-0-374-53834-7.
- Normal Distance. Soft Skull Press, New York, 2022, ISBN 978-1-59376-733-4.
- Any Person Is the Only Self. Essays. Farrar, Straus and Giroux, New York 2024, ISBN 978-0-374-60589-6.